# Ignazio Marabitti

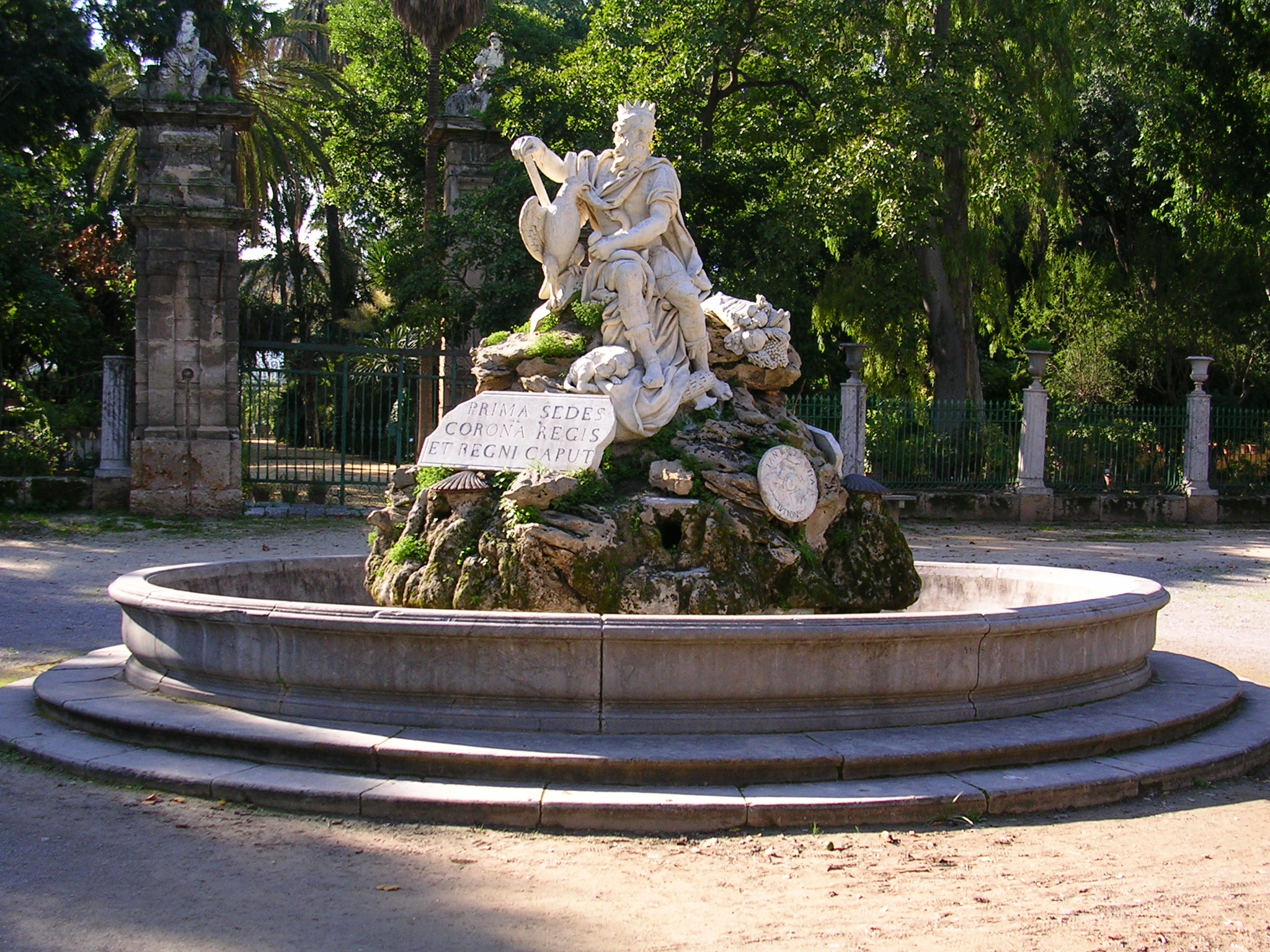
Springbrunnen il Genio von Ignazio Marabitti

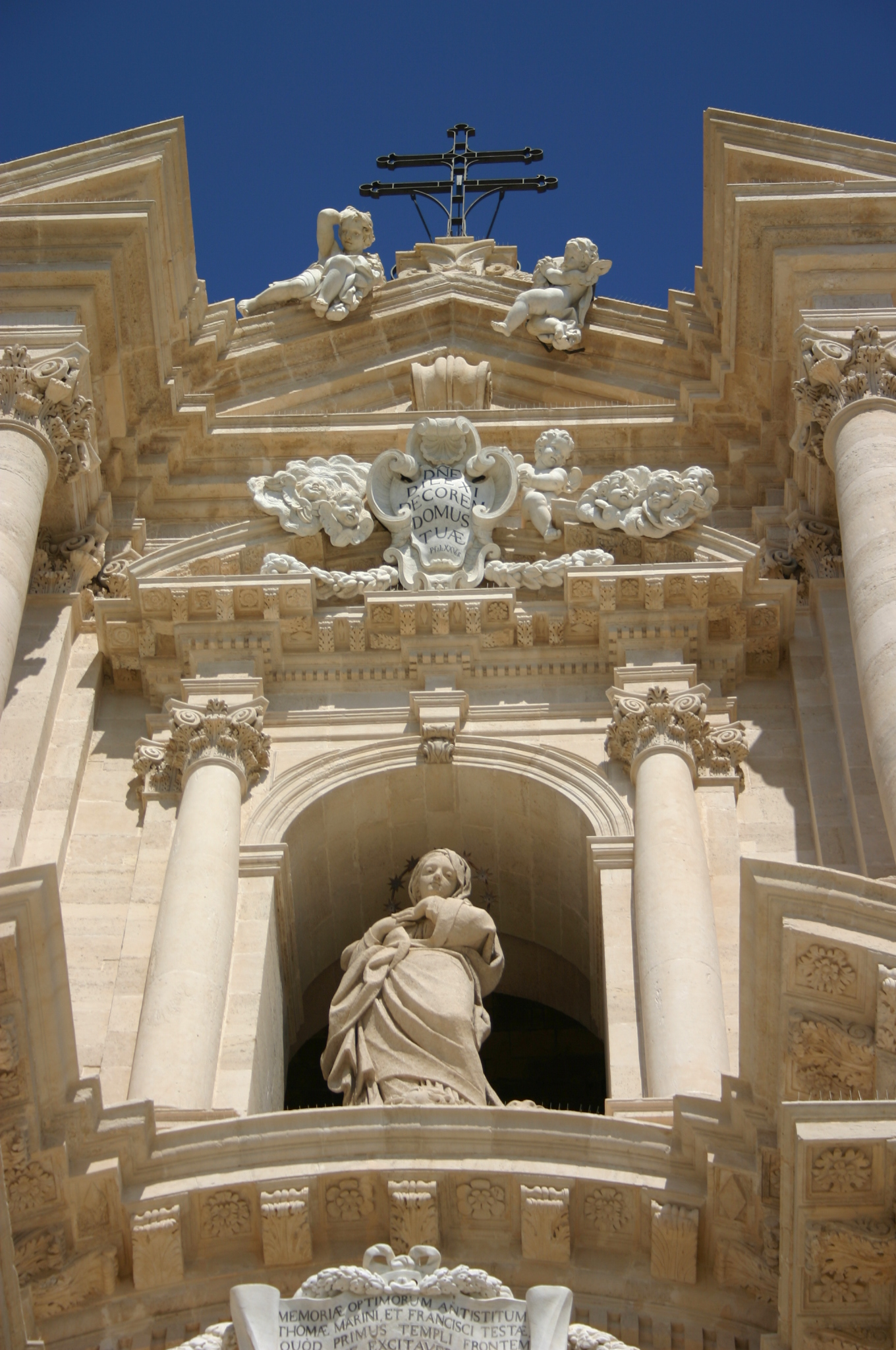
Dom von Syrakus

Ignazio Marabitti (* 6. Januar 1719 in Palermo; † 10. Januar 1797 ebenda) war ein italienischer Bildhauer auf Sizilien und der letzte bedeutende Vertreter der palermitanischen Bildhauerschule.

## Leben
In Rom war er Schüler des florentinischen Bildhauers Filippo Della Valle (1697–1768), der 1730 Mitglied und ab 1752 dreimal Princeps der Akademie San Luca in Rom war. Hier erlernte Marabitti die Technik des Hochreliefs und setzte damit die von den Gagginis und Giacomo Serpotta begründete Bildhauertradition auf Sizilien fort.
In seiner Werkstatt an der Piazza S. Onofrio, beschäftigte er viele Mitarbeiter und Schüler, um die zahlreichen Bestellungen meist adeliger Palermitaner auszuführen.
Seine früheste Arbeit sind die Statuen des Petrus und Paulus an der Fassade des Domes in Syrakus von 1746. Seine Hauptwerke befinden sich in Palermo, wo er die meiste Zeit seines Lebens verbrachte. Bekannt wurden vor allem seine Springbrunnen Fontana del Genio und Cavallo Marino. Er realisierte elegante Hochreliefs und Grabmale, die den Geist der sizilianischen Aristokratie verkörperten.

## Werk (Auswahl)
In Palermo
- Hochrelief Gloria di San Luigi in der Kirche Casa Professa in Palermo
- Hochrelief mit Sant’ Ambrogio, San Gregorio, Sant’Agostino und San Gerolamo in der Chiesa di San Matteo in Palermo
- Hochrelief mit Maria Vergine, San Giovanni, Magdalena e l’Eterno in der Kirche Santa Teresa alla Kalsa
- Fontana del Drago
- Fontana del Pescatore in Palermo
- Fontana del Genio in der Parkanlage der Villa Giulia, Palermo
- Fontana del Cavallo Marino, das sich zuerst im Garten des Palazzes Aiutamicristo befand und später auf der Piazza Santo Spirito in Palermo aufgestellt wurde.
- Fiume Oreto oder Fontana di Nettuno in San Martino delle Scale
- Weihwasserbecken mit Engeln in der Kirche von San Giuseppe dei Teatini in Palermo
- Wappen der Familie Belmonte am Palazzo Belmonte Riso, Palermo

Außerhalb Palermos
- Diverse Skulpturen und Reliefs im Dom von Syrakus
- Hochrelief der Immacolata in der Kirche der Jesuiten in Trapani
- Statue von San Vito auf der Piazza della Republica in Mazara del Vallo
- Kapelle von San Benedetto in der Kathedrale von Monreale, eines seiner Hauptwerke
- Attikafiguren aus Marmor für den Palazzo Gangi-Valguarnera in Bagheria